# Khanpur
Khanpur è una suddivisione dell'India, classificata come nagar panchayat, di 13.741 abitanti, situata nel distretto di Bulandshahr, nello stato federato dell'Uttar Pradesh. 
| Controllo di autorità | VIAF (EN) 153706147 · LCCN (EN) n88014860 · J9U (EN, HE) 987007567229505171 |